# بانک فدرال رزرو نیویورک
بانک فدرال رزرو نیویورک (به انگلیسی: Federal Reserve Bank of New York) یکی از ۱۲ شعبهٔ فدرال رزرو ایالات متحده آمریکا است و در شهر نیویورک قرار دارد.
این بانک مناطقی از ۳ ایالت نیویورک، کانتیکت، نیوجرسی، و نیز پورتوریکو و جزایر ویرجین ایالات متحده را پوشش می‌دهد.

## نگارخانه

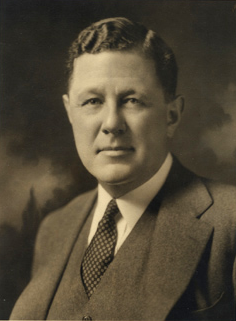
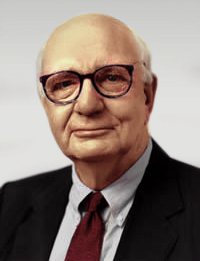
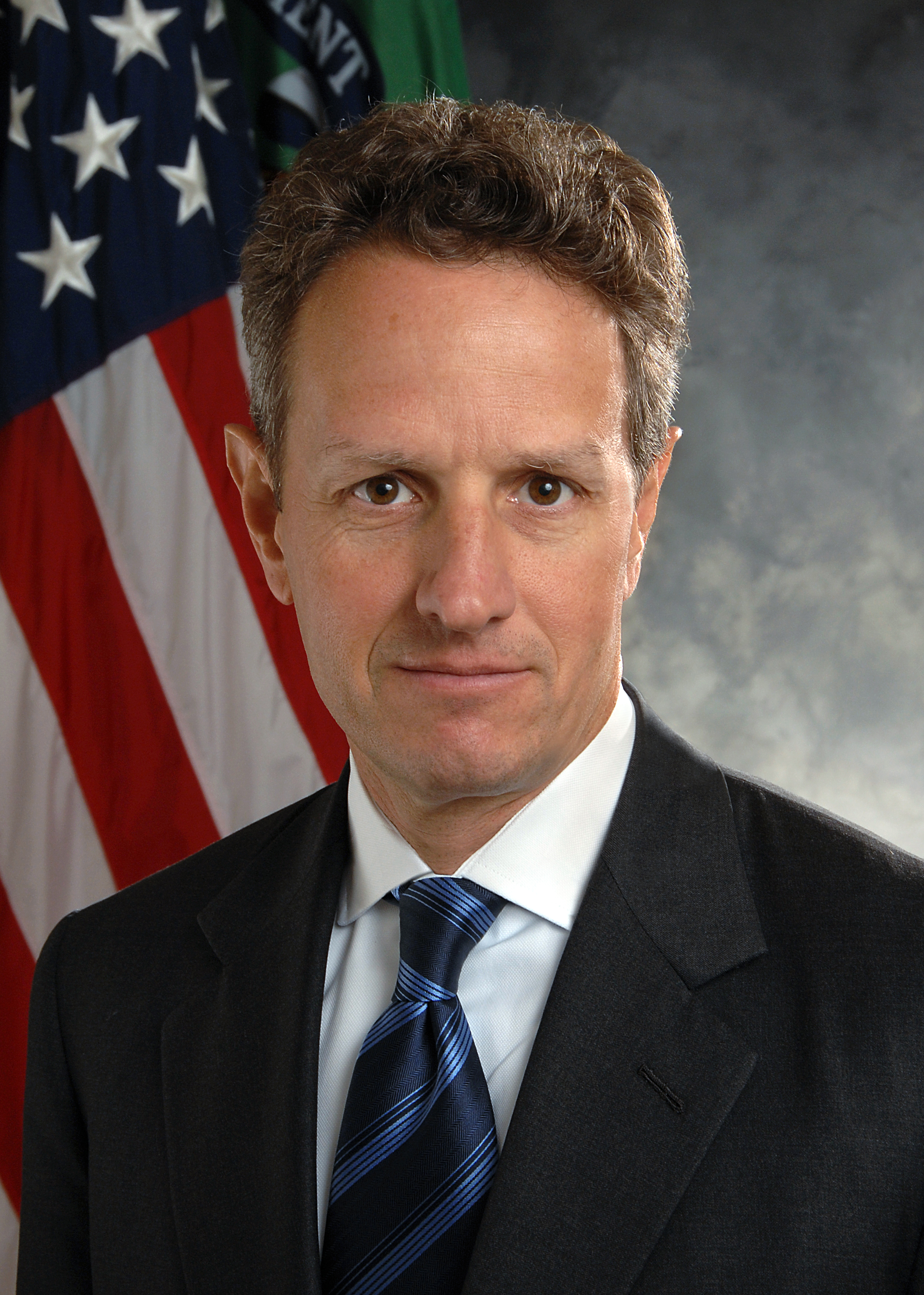
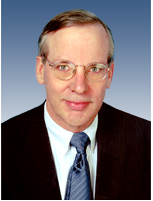